# Invasion of the Dinosaurs
Invasion of the Dinosaurs (L'Invasion des Dinosaures)  est le soixante-onzième épisode de la première série de la série télévisée britannique de science-fiction Doctor Who. Il fut originellement diffusé en six parties, du 12 janvier au 16 février 1974.

## Accroche
De retour dans le Londres de leur époque, le Docteur et Sarah Jane Smith ignorent que la ville est sous la proie d'une invasion de dinosaures. Ils se retrouvent impliqués dans un étrange complot militaire.

## Distribution
- Jon Pertwee — Le Docteur
- Elisabeth Sladen — Sarah Jane Smith
- Nicholas Courtney — Brigadier Lethbridge-Stewart
- Richard Franklin — Capitaine Mike Yates
- John Levene — Sergent Benton
- Noel Johnson — Sir Charles Grover
- Peter Miles (en) — Le Professeur Whittaker
- Martin Jarvis — Butler
- John Bennett — Le Général Finch
- Terence Wilton — Mark
- Carmen Silvera (en) — Ruth
- Brian Badcoe — Adam
- Ben Aris (en) —  Le Lieutenant Shears
- Dave Carter — Le Sergent Duffy
- Martin Taylor — Le Caporal Norton
- George Bryson — Le Soldat Ogden
- John Caesar — Soldat R/T
- Pat Gorman (en) — Caporal d'UNIT
- Colin Bell — Soldat Bryson
- Timothy Craven — Robinson
- Trevor Lawrence — Lodge
- Terry Walsh (en) — Le pilleur
- Gordon Reid (en) — Phillips
- James Marcus (en) — Passant

## Résumé
En revenant du Moyen Âge, le Docteur et Sarah Jane se retrouvent dans un Londres désert dont les maisons sont en proie à quelques pilleurs. La zone semble avoir été évacuée par les militaires et pris pour des voleurs, le Docteur et Sarah Jane sont emmenés par un groupe de militaires lorsque ceux-ci se retrouvent face à un Tyrannosaure. En s'échappant, ils se retrouvent face à un bandit du Moyen Âge qui disparaît aussi étrangement qu'il est apparu.
Retrouvé par le Brigadier Lethbridge-Stewart, le Docteur apprend que des dinosaures apparaissent et disparaissent de façon aléatoire dans Londres, donnant lieu à l'évacuation complète de la ville. Ils croisent Sir Charles Grover, le seul membre du gouvernement encore présent à Londres ainsi que le Capitaine Mike Yates. Celui-ci agit en réalité avec Whitaker, le dirigeant d'un groupe de scientifiques à l'origine des apparitions de dinosaures. Celles-ci sont destinées à faire fuir les habitants de la ville. Yates est persuadé que le Docteur les aiderait s'il apprenait le bien-fondé de leur mission, mais ceux-ci s'y opposent et mettent délibérément en danger le Docteur en faisant apparaître un tyrannosaure face à lui. 
En tentant de trouver la source de ces perturbations, Sarah Jane collabore avec Sir Charles mais s'aperçoit trop tard que celui-ci fait partie du complot destiné à évacuer la ville. Sonnée, elle se réveille dans un vaisseau spatial parti de la Terre il y a plus de 3 mois. Celui-ci transporte une centaine de célébrités et de pontes destinés à coloniser une "nouvelle Terre". En tentant de les convaincre que tout cela n'est qu'un simulacre et qu'ils se trouvent toujours sur Terre, Sarah Jane est appelée à être rééduquée. 
Pendant ce temps là, le Docteur trouve la base des émissions temporelles près de la station de métro de Trafalgar square, mais il est repéré par les scientifiques et chassé par un ptérodactyle. De retour à la base, il est accusé par le Général Finch d'être l'instigateur des troubles temporels, mais réussit à s'enfuir grâce à la complicité du sergent Benton. Par l'intermédiaire de Sarah Jane qui s'enfuit du vaisseau (en réalité un bunker enfoui sous Londres) on apprend que la conspiration à laquelle Whitaker, Yates, Grover et Finch font partie est appelée "projet Age D'Or." Elle a pour but de faire revenir la Terre à une époque primitive, effaçant l'humanité mais laissant une planète propre pour quelques survivants, triés sur le volet et pensant assister à une mission spatiale. 
Sarah Jane s'enfuit du bunker mais elle fait confiance à Finch et est emprisonnée. Elle réussit à s'introduire à l'intérieur du bunker et à alerter les occupants du "vaisseau" de la supercherie. Le Brigadier récupère le Docteur, et tentent d'appeler le haut commandement de UNIT à Genève mais sont pris de court par Yates qui avoue faire partie de la conspiration. Cela ne dure pas longtemps, lui et Finch se retrouvent mis hors d'état de nuire. Le Docteur, le Brigadier et les occupants du vaisseaux se retrouvent face à Grover et Whitaker au moment où ceux-ci tentent de renvoyer la Terre dans le passé. La condition de Seigneur du Temps permet au Docteur d'être immunisé contre les effets et de réappuyer sur la manette d'activation. En tentant de réenclencher le processus, Grover et Finch sont renvoyés dans le passé. 
De retour au QG de UNIT, le Brigadier explique que Finch passera en cour martiale et qu'Yates a été démis de ses fonctions. Le Docteur explique que si les motivations de Grover étaient bonnes, son moyen d'y arriver était trop extrême. Il tente de persuader Sarah Jane de prendre des vacances sur la planète Florana avec lui. 

### Continuité
- Le retour du Docteur et de Sarah Jane suit directement les événements de l'épisode précédent.
- Voyant Londres vide, le Docteur suppose qu'on est tout simplement dimanche. Ian Chesterton faisait la même remarque dans « The Dalek Invasion of Earth ».
- Mike Yates dit s'être remis de son hypnose (« The Green Death »).
- Le Docteur reparle de l'effet Blinovitch sur les effets du voyage dans le temps, déjà évoqué dans « Day of the Daleks ».
- Le Docteur conduit une étrange voiture surnommée la "Whomobile" pour la première fois.
- Sarah Jane Smith parlera des événements de cet épisode avec Rose Tyler dans « L'École des retrouvailles ».
- Le Docteur parlera aussi de ces événements dans « Robot ».
- Selon le site de la BBC cet incident provoquera la chute du gouvernement de Jeremy Thorpe[1].
- La proposition du Docteur d'aller sur Florana constitue une introduction pour le prochain épisode.

## Production

### Scénarisation
L'idée de l'épisode est né d'un scénario rejeté de Malcolm Hulke nommé "Bridgehead From Space", dans lequel le Docteur se retrouvait sur une Terre envahie par les extra-terrestres dans laquelle ils auraient évacué l'humanité. Au même moment, le producteur Barry Letts s'était aperçu que le procédé utilisé pour mettre en scène les Drashigs dans Carnival Of Monsters fonctionnait bien et s'est demandé s'il pouvait l'appliquer à des dinosaures, créatures alors en vogue. Le script-éditor (responsable des scénarios) de l'époque, Terrance Dicks eut l'idée de mettre des dinosaures dans un Londres moderne au lieu d'aliens et suggéra que le Capitaine Yates pourrait faire partie d'une conspiration, à la suite de l'incident ayant eu lieu avec BOSS dans « The Green Death ».
L'épisode fut commissionné le 17 janvier 1973 sous le titre de "Timescoop" avant une commande complète en juillet sous le titre définitif de "Invasion of the Dinosaurs".

### Casting
- John Bennett rejouera dans l'épisode de Doctor Who « The Talons of Weng-Chiang » dans le rôle de Li H'sen Chang.
- Peter Miles avait joué dans « Doctor Who and the Silurians » et jouera dans « Genesis of the Daleks ».
- Martin Jarvis est apparu dans le rôle de Hilio dans « The Web Planet » et jouera le rôle du Gouverneur de Varos dans « Vengeance on Varos ».
- Carmen Silvera avait joué dans « The Celestial Toymaker ».

### Tournage
L'épisode fut réalisé au début du tournage de la saison 11 et fut confié à Paddy Russell qui n'avait pas tourné d'épisode de Doctor Who depuis « The Massacre of St Bartholomew's Eve » 7 ans auparavant.
Les scènes en extérieur ont été tournées à Londres au petit matin afin de capter une ambiance de ville déserte, du 23 septembre au 27 septembre 1973 dans différents lieux emblématiques de la ville comme Covent Garden, le pont de Westminster, Trafalgar Square ou Whitehall. L'autorisation n'ayant pas été donnée par la BBC, l'équipe de Paddy Russel se fit passer pour des touristes. L'équipe en profite pour filmer le nouveau véhicule du Docteur, la "Whomobile" une sorte d'hovercraft que Jon Pertwee financera lui-même. Le tournage des effets spéciaux eut lieu les 8 et 9 octobre.
Le tournage en studio débuta les 15 et 16 octobre au Studio 6 du Centre télévisuel de la BBC par la réalisation des deux premières parties ainsi que les passages dans le métro de la quatrième partie. L'actrice Elisabeth Sladen arborera une nouvelle coupe de cheveux, rendant étrange le lien avec l'épisode précédent. C'est aussi au cours de ce tournage que l'équipe de production s'aperçoit que les dinosaures construits pour l'épisode ne sont hélas pas très convaincants. Or, ceux-ci étaient centraux dans l'histoire et Paddy Russell dû faire avec, réalisant d'autres tournages de maquettes et de marionnettes les 18, 19 et 20 octobre. Le 29 et 30 eut lieu le tournage des parties 3 et 4 au studio 8, ainsi que les passages où Sarah Jane est enfermée et s'échappe d'une salle des fournitures. Un nouveau tournage avec les marionnettes eu lieu le 1er et 6 novembre. Les derniers jours de tournages eurent lieu les 12 et 13 novembre au studio 4.

### Post-production
Afin de garder le mystère sur les monstres de la série, Barry Letts décidera de laisser entendre dans les programmes télé que le nom de l'épisode est juste "The Invasion". Ils furent trahis par le magazine "Radio Times" qui publiera une photo de dinosaure à côté du résumé de l'épisode. Malcolm Hulke se sentira trahi par la production et malgré des excuses de Letts et de son supérieur, ce fut le dernier épisode de la série qu'il scénarisera. Se retirant de la télévision, il continuera à écrire des novélisations des épisodes existants avant sa mort en 1979.

## Diffusion et réception
| Épisode                                                                                               | Date de diffusion | Durée | Téléspectateurs en millions | Archives                     |
| --- | ----------------- | ----- | --------------------------- | ---------------------------- |
| Épisode 1                                                                                             | 12 janvier 1974   | 25:29 | 11,0                        | Enregistrement noir et Blanc |
| Épisode 2                                                                                             | 19 janvier 1974   | 24:43 | 10,1                        | Bandes couleurs PAL          |
| Épisode 3                                                                                             | 26 janvier 1974   | 23:26 | 11,0                        | Bandes couleurs PAL          |
| Épisode 4                                                                                             | 2 février 1974    | 23:33 | 9,0                         | Bandes couleurs PAL          |
| Épisode 5                                                                                             | 9 février 1974    | 24:30 | 9,0                         | Bandes couleurs PAL          |
| Épisode 6                                                                                             | 16 février 1974   | 25:34 | 7,5                         | Bandes couleurs PAL          |
| Diffusé en six parties du 12 janvier au 16 février 1974, l'épisode reçu un très bon score d'audience. |                   |       |                             |                              |

Après la diffusion, de jeunes téléspectateurs écriront pour se plaindre du fait que le tyrannosaure présenté dans l'épisode soit en fait un Allosaurus. À l'époque de la diffusion de l'épisode, les novélisations d'épisodes du troisième Docteur sont publiées par les éditions Target Book, les auteurs étant Terrance Dicks, Malcolm Hulke et Brian Letts.

### Critiques
En 1995 dans le livre "Doctor Who : The Discontinuity Guide", Paul Cornell, Martin Day, et Keith Topping expliqueront que si "les effets spéciaux sont horribles" et que l'épisode fait parfois du remplissage, l'épisode a bien des qualités, notamment la tonalité sombre de la première partie. Les auteurs de "Doctor Who : The Television Companion" (1998) estiment que la "laideur des dinosaures tend à masquer l'excellence de la réalisation de Paddy Russell et la performance du casting". Ils trouvent que l'épisode comprend de nombreux passages de remplissage".
En 2010, Mark Braxton de Radio Times décrit l'histoire comme un très bon script desservi par un excellent casting, mais dont les effets spéciaux ne suivent pas, ainsi que l'incohérence du complot comme "comment la nouvelle génération des êtres humains devait sortir du faux vaisseau spatial ou comment un bunker géant généré par sa propre pile atomique ait pu être construit dans l'indifférence la plus totale". Sur le site "DVD Talks", John Sinnott donnera à l'épisode la note de 4 sur 5, estimant qu'en dehors des épisodes, le reste est "vraiment bon" avec beaucoup de suspense et des retournements intelligents et souligne le fait que les méchants sont des gens "qui ont de bonnes idées mais une façon de faire un peu extrême". Sur le site du magazine SFX, Ian Berriman écrit que l'épisode est "rempli de révélations bidons... qui rendent l'épisode très divertissant". Il note que les fins à suspens échouent à chaque fois à cause de la mauvaise apparence des dinosaures, mais il salue la compétence de Sarah Jane Smith dans l'histoire.
En septembre 2011, Nash du site "That Guy with the Glasses" publie une critique vidéo de l'épisode expliquant à quel point les effets spéciaux sont mauvais, et le scénario de théorie du complot est assez stupide.

### Épisode Perdu
Dans les années 1960 et 70, à des fins d'économie, la BBC détruisit de nombreux épisodes de Doctor Who. La BBC effacera les cassettes vidéo des enregistrements couleurs à 625 lignes de la première partie en 1974, 6 mois après sa diffusion. Une rumeur de fans laissait entendre que celui-ci aurait été pris pour des bandes de l'épisode « The Invasion » avec Patrick Troughton. En réalité, selon un listing retrouvé en 1976, c'est bel et bien les six parties de l'épisode qui étaient destinées à être effacées.
La copie noire et blanche de la première partie contenait en outre une scène non diffusée, où un voleur s'introduit dans la maison d'un laitier assassiné. Une colorisation de l'épisode avait été tentée pour les sorties DVD, mais la perte des informations chromatiques empêchera celle-ci d'être complète.

## Novélisation
L'épisode fut novélisé sous le titre Doctor Who and the Dinosaur Invasion par Malcolm Hulke lui-même et publié en février 1976. Il porte le numéro 22 de la collection Doctor Who des éditions Target Book et connaîtra une réédition en 1993 sous le titre de Doctor Who - Invasion of the Dinosaurs. Le roman contient un prologue au sujet des dinosaures et une fin où le Docteur cite le Livre d'Ézéchiel. Il omet le passage se situant avec la "Whomobile" et préfère mettre le Docteur au volant d'une moto, ce qui était prévu à l'origine. À ce jour ce roman n'a connu aucune traduction mais fut édité aux États-Unis en mai 1979 chez Pinnacle Edition.

## Éditions VHS, CD et DVD
L'épisode n'a jamais été édité en français, mais a connu plusieurs éditions au Royaume-Uni et aux États-Unis.
- L'épisode est sorti en VHS en 2003 et édité par BBC Worldwide.
- En novembre 2007 une lecture abrégé de la novélisation par Martin Jarvis en CD fut éditée par les BBC Audiobooks[14].
- L'épisode est ressorti en version DVD le 9 janvier 2012 dans le coffret "UNIT Files" avec l'épisode du 4e Docteur, « The Android Invasion»[15]. L'épisode montre une version remastérisée de la partie en noir et blanc avec quelques essais de recolorisation[16].